# Angelic Upstarts
Angelic Upstarts — британская панк-группа, образовавшаяся в 1977 году в Саут-Шилдс, Англия, и считавшаяся в конце 1970-х — начале 1980-х годов одними из лидеров Oi!-движения. Выходцы из рабочего класса, Angelic Upstarts исповедовали социалистическую идеологию, противостояли «Национальному Фронту» и неонацистским организациям.
Дебютный сингл группы «Murder of Liddle Towers» (о жестокости полиции) привлёк к себе внимание Джимми Перси из Sham 69, и он (в качестве продюсера) выпустил дебютный альбом Teenage Warning (1979), в котором соединились ненависть к Тэтчер и горячая симпатия к рабочему классу. Воспоминания о нищенском детстве легли в основу значительной части песен лидера группы Мензи. Впоследствии состав группы многократно менялся (в числе известных музыкантов, через него прошедших — Фил Томпсон, барабанщик Roxy Music), стиль постепенно сближался с ортодоксальным хард-роком. В 2006 году Мензи объявил о прекращении музыкальной деятельности, уступив место у микрофона Крису Райту (экс-Crashed Out).

## История группы
Певец Мензи (англ. Mensi, наст. имя — Томми Менсуорт) и гитарист Монд (англ. Mond, наст имя — Рэй Коуи) образовали Angelic Upstarts летом 1977 года под впечатлением от концертов White Riot Tour британской панк-группы The Clash. Оба были друзьями детства, выросли в районе Брокли Уиннз (англ. Brockley Whinns) в Саут-Шилдсе, вместе посещали среднюю школу на Стэнхоуп-роуд (англ. Stanhope Road Secondary Modern). По окончании средней школы Мензи поступил на работу учеником в шахту и работал там до 19 лет. Монд работал электриком в порту, откуда ушёл лишь после того, как Angelic Upstarts выпустили свой первый хит.

### Дебют
Свой первый концерт квартет дал в городке Джарроу; сразу же состав сменился, и в группу пришли работник местной булочной Стикс (англ. Stix) и строитель-укладчик Стивен Форстен (англ. Steve Forsten). Менеджером коллектива стал Кит Белл (англ. Keith Bell), по собственному признанию — «бывший гангстер», а кроме того — экс-чемпион в полусреднем весе Северо-восточных графств Англии. На первых концертах группы он совмещал обязанности менеджера, телохранителя и вышибалы, собственноручно поддерживая порядок на подступах к сцене, в основном не физической силой — но силой собственной репутации.
Очень скоро The Upstarts привлекли к себе внимание нортумберлендской полиции, которая на первых порах преследовала группу постоянно. Причиной тому явился тот факт, что группа приняла активное участие в кампании по пересмотру дела о гибели в полицейском участке боксёра-любителя из Биртли по имени Лиддл Тауэрс, который скончался от травм после ночи, проведённой в тюремной камере. В уголовном деле значился термин «…насильственная смерть при попытке сопротивления», но Angelic Upstarts объявили, что это было убийством.
«The Murder of Liddle Towers» (с «Police Oppression» на обороте) стал их дебютным синглом и вышел на собственном лейбле Dead Records. Позже песня была перевыпущена Rough Trade Records и своей страстной убежденостью произвела сильное впечатление даже на музыкальных критиков — но не на полицию, представители которой стали завсегдатаями концертов группы. Upstarts несколько раз обвиняли в «подстрекательстве к насилию», и лишь все более активное освещение её концертов в прессе помешало полиции открыть против неё уголовное дело.
Группа со своей стороны отвечала контрударами. Она появилась на обложке Rebel, молодёжного журнала британской Социалистической рабочей партии, и открыто обвинила местную полицию в том, что та поддерживает Национальный фронт. Официальное полицейское преследование прекратилось, но Мензи рассказывал, что за ним была установлена непрерывная слежка. Полицейские часто останавливали его на улице и обыскивали. Под полицейским давлением группа оказалась запрещена практически во всех клубах северо-востока Англии: владельцам угрожали рейдами, преследованием, пересмотром лицензий и тому подобными внешне законными репрессиями.

#### Концерт в тюрьме Аклингтон
В отместку в апреле 1979 года Angelic Upstarts сумели уговорить тюремного капеллана пригласить их на благотворительный концерт в тюрьме Acklington Prison (по иронии судьбы именно там Кит Белл отбывал свой последний срок). Как писал в «Истории Oi!» Гарри Бушелл, свинью в шлеме с подписью «PC Fuck Pig» пронести в тюрьму группе не удалось (обычно на своих концертах они избивали её на сцене), но заключённым были представлены такие асоциальные гимны, как «Police Oppression», «We Are The People» (о коррупции в полиции) и переработанной версией «Borstal Breakout» (песни Sham 69), переименованную в «Acklington Breakout».
Газета «Дэйли Миррор» вышла с заголовком «Punks Rock A Jailhouse», а местные власти (в лице консерватора Невилла Троттера) объявили, что «тюремные власти проявили верх глупости, разрешив такой концерт». Только Socialist Worker написала подробный и верный отчёт о событии, процитировав Мензи, который предупредил аудиторию, что той «лучше и оставаться за решёткой, если Тэтчер изберут этим летом», а также призвал всех панков голосовать за лейбористов, поскольку в противном случае «правительство Тэтчер уничтожит профсоюзное движение». (Мензи идеологически был ближе к профсоюзному лидеру Артуру Скаргиллу, чем к троцкистской Социалистической рабочей партии).

### Контракт с Warner Bros.
На северо-востоке Англии группа привлекла к себе массы рабочей молодёжи, которая организовалась в так называемую Upstarts Army. Под впечатлением от дебютного сингла группы Джимми Перси решил создать собственный лейбл JP Records под крышей Polydor Records. Здесь The Upstarts первыми получили контракт, но первыми же его и потеряли. Это произошло после того, как работник полидоровского секьюрити попробовал свои силы на Мензи и был им отправлен в нокаут. Polydor немедленно разорвали с группой контракт. Но уже на следующий день Пёрси обеспечил ей новый — с Warner Bros. Records.
Второй сингл (записанный Перси-продюсером), «I’m An Upstart», вышел в апреле 1979 года и стал хитом. За ними последовал альбом Teenage Warning — с одноименным синглом группа даже выступила в программе Top of the Pops. Основные его темы — протест против агрессивной внутренней политики правительства Тэтчер и призыв к рабочему неповиновению — воплотился и в следующем сингле, «We Gotta Get Outta This Place» (1980).

#### Конфликт с Беллом
Angelic Upstarts не раз вступали в схватки с крайне правыми и (если верить Бушеллу) каждый раз одерживали победы. Гораздо более серьёзные последствия имел конфликт с уволенным за агрессивность и самодурство менеджером Кейтом Беллом. Обладая обширными связями в уголовном мире, тот организовал кампанию преследования группы и её фанатов. После того, как люди Белла разбили окна в доме матери Мензи, Upstarts организовали «акт возмездия»: Мензи и барабанщик Декка Уэйд разбили окна машины, принадлежавшей фирме Белла. Роковым стал вечер, когда Дерек Уэйд (отец Декки и известный в клубах юморист «коренного» уровня) с Билли Вордроппером (кузеном Мензи) нанесли визит непосредственно Беллу и в ходе потасовки прострелили из самодельного обреза ногу одному из охранников. Белл пригрозил Уэйду-старшему смертельной расправой. Трое его подручных подожгли конюшню, принадлежавшую сестре Мензи.
Начались судебные разбирательства: Кейт Белл и Билл Вордроппер угодили за решётку, а Уорд-старший получил год условно. Председательствовавший судья Холл обратился к участникам группы с такими словами: «Я понимаю, что все вы оказались в центре грубой провокации, и в происшедшем нет вашей вины. Но вместе с тем я обязан осудить использование вами огнестрельного оружия, в особенности — обреза». Своё мнение на этот счёт Angelic Upstarts выразили в песне «Shotgun Solution».

### 1981 —
Постепенно музыка группы менялась: к моменту выпуска Reason Why? (1983), который музыкальной критикой был расценен как гигантский качественный скачок, группа отошла от корневого панк-рока, введя в аранжировки клавишные и саксофон, элементы реггей и фолка («Geordie’s Wife»), а Мензи превратился (согласно Allmusic) в «компетентного и умного сонграйтера».
После выхода скандального сингла «Brighton Bomb» где приветствовалась попытка покушения ИРА на кабинет консерваторов, альбом The Power of the Press (который критика сравнила с лучшими произведениями The Clash) в коммерческом отношении оказался провальным. Группа распалась, но в 1988 году на некоторое время реформировалась.
Результатом второго воссоединения 1992 года явился альбом Bombed Out. Мензи тем временем продолжал активную политическую деятельность, став одним из лидеров Антифашистского действия.
Последний студийный альбом группы Sons of Spartacus (куда вошла, в частности, кавер-версия Bandiera Rossa) вышел в 2002 году на Captain Oi! Records и был в целом тепло встречен критикой, отметившей возвращение группы к классическому звучанию середины 80-х годов. Также в 2002 году был выпущен сборник Anthems Against Scum, куда вошли основные хиты группы и кавер «If the Kids are United» (Sham 69). Все средства от его реализации были направлены в антифашистский фонд Cable Street Beat.

## Состав Angelic Upstarts (2010)
- Крис Райт (вокал)
- Дикки Хаммонд (гитара)
- Нейл Ньютон (гитара)
- Гэз Стокер (бас)
- Декка Уэйд (ударные)

## Дискография

### Альбомы
- Teenage Warning (1979)
- We Gotta Get Out of this Place (1980)
- 2,000,000 Voices (1981)
- Angelic Upstarts Live (1981)
- Still from the Heart (1982)
- Reason Why (1983)
- Angel Dust — The Collected Highs (1983)
- Last Tango in Moscow (1984)
- Power of the Press (1986)
- Blood on the Terraces (1987)
- England’s Alive EP (1988)
- Bombed Out (1992)
- Kids on the Streets (1993)
- Who Killed Liddle (1999)
- Anthems Against Scum (2002)
- Sons Of Spartacus (2002)
- Bullingdon Bastards (2015)
- Fiesta La Mass 2016 (2022)